# Cabera heveraria
Cabera heveraria är en fjärilsart som beskrevs av Louis Beethoven Prout 1915. Cabera heveraria ingår i släktet Cabera och familjen mätare. Inga underarter finns listade i Catalogue of Life.